# Supernova (avstrijsko podjetje)
Supernova Invest GmbH je avstrijsko podjetje, ki se ukvarja z razvojem in upravljanjem nepremičnin, v katerih potega dejavnost maloprodaje. Ustanovljeno je bilo leta 1994. Sedež ima v Gradcu. Njegov ustanovitelj in generalni direktor je Frank Philip Albert.
Ustanovila sta ga Frank Phillip Albert in Tilmar Nicolai Reimut Hansen iz Nemčije kot nepremičninsko agencijo, z gradnjo in razvojem trgovskih središč so se začeli ukvarjati konec 90-ih.
Ne kotira na borzi in ne izdaja finančnih poročil.
Deluje v Avstriji, na Hrvaškem, v Romuniji, Sloveniji in na Slovaškem. Na Poljskem je svojih sedem OBI prodajaln prodalo družbi WP Carey. Leta 2023 je v sodelovanju s slovensko agencijo AV studio prenovilo svojo podobo.

## Po državah

### Avstrija
Leta 2023 je Supernova od Sigme Renéja Benka za domnevno 350 milijonov evrov kupila del pohištvene verige Kika/Leiner, ki je v stečaju. Nekaj tednov kasneje je želela del, 18 prodajaln in 6 prevzemnih skladišč, prodati naprej, in sicer za 175 milijonov evrov, kar se je poznavalcem glede na visoke obrestne mere in stagnacijo prodaje pohištva zdelo veliko.

### Hrvaška
Supernova je na Hrvaškem prisotna od leta 2003. Marca 2023 je tam odprla svoj 16. nakupovalni center. Prevzela je zagrebške Garden Mall, Center Cvjetni, Kaptol, Branimir center, trgovske centre v Koprivnici, Sisku in Požegi ter City Colosseum v Slavonskem Brodu.

### Romunija
Supernova je na romunski trg vstopila leta 2020 s prevzemom nakupovalnega centra Jupiter City v Piteștiju. Leta 2021 je od družb Louis Delhaize in Galimmo prevzela šest nakupovalnih središč Cora: Cora Alexandriei, Cora Lujerului in Cora Pantelimon v Bukarešti, Cora v Bacăuu, Cora Brătianu v Constanți in Cora v Drobeti - Turnu Severin.

### Slovaška
Supernova je prisotna na Slovaškem od leta 2016 z enajstimi trgovinami OBI. Leta 2022 je kupila štiri nakupovalne centre MAX.

### Slovenija
Supernova je na slovenski trg vstopila leta 2002 z razvojem dveh prodajaln v slogu DIY ter odprtjem nakupovalnih centrov: 15. maja so odprli Supernovo Koper na Ankaranski 3a v Kopru, 16. maja pa Nakupovalni park Supernova na ljubljanskem Rudniku. Nakupovalno središče Supernova Koper je leta 2015 postalo last skupine Revetas Capital, lastnice več vzhodnoevropskih nakupovalnih središč z imenom Park Center, leta 2017 pa je tudi uradno postalo Park Center Koper. Ljubljanski Nakupovalni park Supernova je zdaj Park Center Ljubljana, prav tako v lasti Revetas Capital.
Šesti Nakupovalni park Supernova je bil odprt 25. oktobra 2007 v Domžalah na Ljubljanski cesti. Sedmi pa istega dne v Postojni na Reški cesti. Nakupovalni park Supernova je bil tudi v Celju na Bežigrajski.

#### Oglaševanje
Izdaja brezplačno sezonsko revijo SuperStyle, ki jo je zasnovala oglaševalska agencija Vodik. Na njeni naslovnici se pojavljajo slovenske estradnice.

#### Nakup centrov Mercator
Leta 2018 je Supernova od Mercatorja za 116,6 milijona evrov kupila 10 nakupovalnih centrov (Ajdovščina, Celje, Jesenice, Koper I, Kranj Primskovo, Kranj Savski otok, Ljubljana Šiška, Postojna, Novo mesto in Slovenj Gradec).

#### Nakup centrov Qlandia in Qcenter
Leta 2019 je Supernova od ameriškega nepremičninskega sklada Lone Star Real Estate Fund kupila nepremičnine v lasti družbe Centrice, in sicer 7 nakupovalnih centov Qlandia (v Novem mestu, Novi Gorici, Kranju, Mariboru, Kamniku, Krškem in na Ptuju), 6 Qcentrov (na Ptuju, Jesenicah, v Murski Soboti, Slovenj Gradcu, Škofji Loki in Slovenski Bistrici) in 6 manjših nakupovalnih centrov (v Mariboru, Metliki, Novem mestu, Ravnah na Koroškem in Slovenskih Konjicah). Nakup centrov Qlandia je ocenjen na 220 milijonov evrov. 

| Ime                               | Naslov                                     | Datum otvoritve    | Opombe                                                                                            | Sklici                      |
| --------------------------------- | ------------------------------------------ | ------------------ | ------------------------------------------------------------------------------------------------- | --------------------------- |
| Supernova Kamnik                  | Domžalska cesta 3, Kamnik                  | 19. maj 2011       | zgrajeno kot Qlandia Kamnik, preimenovano najprej v Supernova Qlandia Kamnik                      | [ 27 ]                      |
| Supernova Kranj                   | Cesta 1. maja 77, Kranj                    | 22. november 2007  | zgrajeno kot Qlandia Kranj, preimenovano najprej v Supernova Qlandia Kranj                        | [ 28 ]                      |
| Supernova Koper                   | Ankaranska cesta 4, Koper                  | 18. marec 2010     | zgrajeno kot Nakupovalni park Supernova 2, zdajšnje ime od leta 2017                              | [ 29 ] [ 30 ] [ 19 ] [ 31 ] |
| Supernova Ljubljana Rudnik        | Jurčkova Cesta 223, Ljubljana              | 20. marec 2008     | v Nakupovalnem središču Rudnik                                                                    | [ 32 ]                      |
| Supernova Ljubljana Šiška         | Cesta Ljubljanske brigade 33, Ljubljana    | 25. avgust 1999    | zgrajeno kot Mercator center Šiška                                                                | [ 33 ]                      |
| Supernova Maribor                 | Cesta proletarskih brigad 100, Maribor     | 7. december 2006   | zgrajeno kot Qlandia Maribor, preimenovano najprej v Supernova Qlandia Maribor                    | [ 34 ]                      |
| Supernova Maribor Tržaška         | Tržaška cesta 7, Maribor                   | 2004?              | zgrajeno kot Supernova Maribor                                                                    | [ 35 ]                      |
| Supernova Nova Gorica             | Cesta 25. junija 1a, Nova Gorica           | 10. september 2008 | zgrajeno kot Qlandia Nova Gorica, preimenovano najprej v Supernova Qlandia Nova Gorica            | [ 36 ]                      |
| Supernova Novo mesto              | Otoška cesta 5, Novo mesto                 | 10. marec 2011     | zgrajeno kot Qlandia Novo mesto, preimenovano najprej v Supernova Qlandia Novo mesto              | [ 37 ]                      |
| Supernova Ptuj                    | Ormoška cesta 15, Ptuj                     | september 2006     | zgrajeno kot Qlandia Ptuj, preimenovano najprej v Supernova Qlandia Ptuj                          | [ 38 ]                      |
| Supernova Mercator Ajdovščina     | Vipavska cesta 6, Ajdovščina               | 30. junij 2005     | zgrajeno kot Mercator center Ajdovščina                                                           | [ 41 ]                      |
| Supernova Mercator Celje          | Opekarniška cesta 9, Celje                 | 22. januar 2004    | zgrajeno kot Mercator center Celje v Športnem parku Golovec                                       | [ 42 ]                      |
| Supernova Mercator Jesenice       | Spodnji Plavž 5, Jesenice                  | 9. avgust 2001     | zgrajeno kot Mercator center Jesenice                                                             | [ 43 ] [ 44 ]               |
| Supernova Mercator Koper          | Dolinska cesta 1a, Koper                   | 14. julij 1998     | zgrajeno kot Mercator center Koper                                                                | [ 31 ] [ 45 ]               |
| Supernova Mercator Nova Gorica    | Prvomajska ulica 35, Nova Gorica           | 24. maj 2012       | zgrajeno kot Supernova Nova Gorica                                                                | [ 46 ]                      |
| Supernova Mercator Novo mesto     | Ljubljanska cesta 47, Novo mesto           | 30. november 2012  | zgrajeno kot Mercator center Novo mesto Bršljin na mestu nekdanjega CGP, poleg rondoja v Bršljinu | [ 47 ] [ 48 ]               |
| Supernova Mercator Postojna       | Tržaška cesta 59, Postojna                 | 14. november 2008  | zgrajeno kot Mercator center Postojna                                                             | [ 49 ]                      |
| Supernova Mercator Primskovo      | Cesta Staneta Žagarja 69, Kranj            | 19. april 2002     | zgrajeno kot Mercator center Kranj v Trgovski coni Primskovo                                      | [ 50 ]                      |
| Supernova Mercator Savski Otok    | Stara cesta 25c, Kranj                     | 3. december 2003   | na mestu nekdanjega Gorenjskega sejma                                                             | [ 51 ] [ 52 ]               |
| Supernova Mercator Slovenj Gradec | Ronkova ulica 4a, Slovenj Gradec           | 9. november 2000   | zgrajeno kot Mercator center Slovenj Gradec                                                       | [ 53 ]                      |
| Supernova TC Maribor Tezno        | Prvomajska ulica 28, Maribor               |                    | (Supernova QRC Maribor). Centru spreminjajo podobo.                                               |                             |
| Supernova TC Metlika              | Cesta XV.Brigade 27a, Metlika              |                    | (Supernova QRC Metlika). Centru spreminjajo podobo.                                               |                             |
| Supernova TC Ravne na Koroškem    | Koroška cesta 6, Ravne na Koroškem         |                    | (Supernova QRC Ravne na Koroškem). Centru spreminjajo podobo.                                     |                             |
| Supernova TC Slovenske Konjice    | Liptovska ulica 40, 3210 Slovenske Konjice |                    | (Supernova QRC Slovenske Konjice). Centru spreminjajo podobo.                                     |                             |